# أليخاندرو روموالدو
أليخاندرو روموالدو (بالإسبانية: Alejandro Romualdo)‏ هو صحفي وكاتب وشاعر بيروفي، ولد في 19 ديسمبر 1926 في تروخيو في بيرو، وتوفي في 27 مايو 2008 في ليما في بيرو.